# Xochistlahuaca
Xochistlahuaca es una localidad del estado mexicano de Guerrero. Es la cabecera del municipio de Xochistlahuaca.

## Toponimia
El nombre «Xochistlahuaca» proviene de los términos en náhuatl: xochitl, flor; ixtlahuaca, llanura; can, lugar. Su significado es «en el valle de las flores».

## Demografía
| Gráfica de evolución demográfica |
|                                  |

| Censo | Población |
| ----- | --------- |
| 1910  | 1 506     |
| 1921  | 1 741     |
| 1930  | 1 866     |
| 1940  | 1 515     |
| 1950  | 2 244     |
| 1960  | 3 188     |
| 1970  | 3 221     |
| 1980  | 2 397     |
| 1990  | 4 040     |
| 2000  | 3 392     |
| 2010  | 4 152     |
| 2020  | 4 761     |